# Arne Ackermann

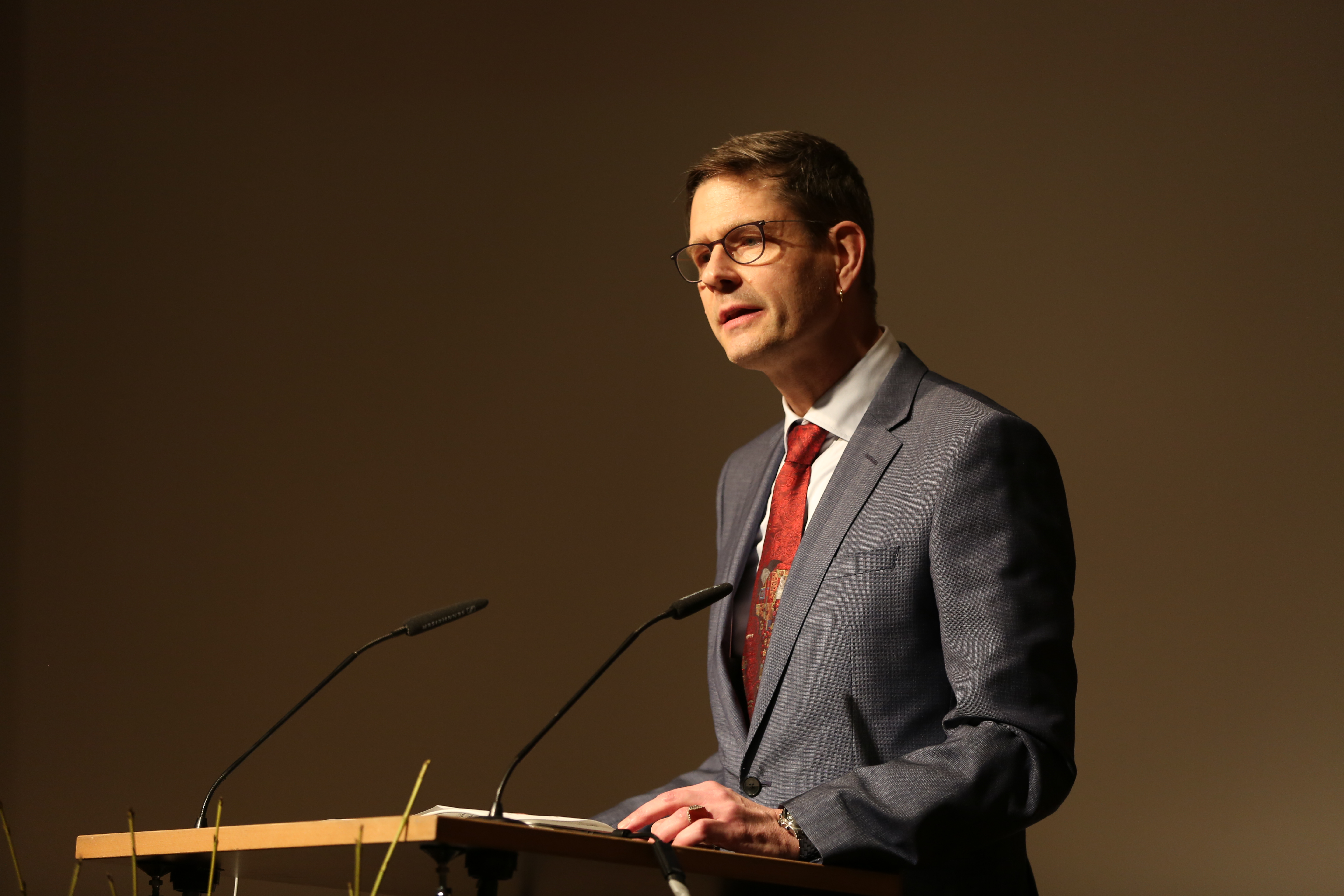
Arne Ackermann (2019)

Arne Ackermann (* 19. Juli 1965) ist ein deutscher Bibliothekar und Slawist. Er ist Direktor der Münchner Stadtbibliothek.

## Werdegang
Arne Ackermann studierte bis 1996 in Marburg, Moskau und Konstanz Slawistik und Philosophie. 2000 wurde er an der Universität Oldenburg mit einer Arbeit zum russischen Schriftsteller Aleksej Skaldin promoviert. Von 2000 bis 2002 absolvierte er das Bibliotheksreferendariat an der SUB Göttingen, der Stadtbibliothek Göttingen, der TH Köln und der Russischen Nationalbibliothek Sankt Petersburg.
Von 2002 bis 2006 war er Leiter der Abteilung Zentralbibliothek in der Stadtbücherei Frankfurt am Main. 2006 wurde er Direktor der Stadtbibliothek Leipzig, 2013 wechselte er nach München, um die Leitung der Münchner Stadtbibliothek, des bundesweit größten kommunalen Bibliothekssystems, zu übernehmen. In München koordinierte er den 2022 erfolgten Umzug der Münchner Stadtbibliothek aus dem sanierungsbedürftigen Gasteig in das Interimsquartier Gasteig HP8.
Von 2016 bis 2019 war Ackermann im Bundesvorstand des Deutschen Bibliotheksverbands. Er ist Mitglied im Vorstand des Literaturhauses München, im Vorstand der Tolstoi Bibliothek München und des Kuratoriums von Morgen e.V., einem Dachverband von Migrantenorganisationen in München. Seit 2021 ist er stellvertretender Sprecher der Deutschen Literaturkonferenz.
Ackermann engagiert sich als Mitglied des Kuratoriums von Morgen, einem Dachverband von Migrantenorganisationen in München.

## Schriften (Auswahl)
- mit Harry Raiser / Dirk Uffelmann (Hg.): Orte des Denkens. Neue russische Philosophie. Passagen-Verlag, Wien 1995.
- Ödipus im Glück. Zur Poetik von Aleksej Skaldins Roman "Stranstvija i priključenija Nikodima staršego" ("Reisen und Abenteuer Nikodims des Älteren"). Studia Slavica Oldenburgensia 7. Bis-Verlag, Oldenburg 2001.
- mit J̌ačvaje, T'inat'in: Fachwörterbuch Deutsch – Englisch – Russisch – Georgisch. glossarium bibliothecarii multilinguale. Bock + Herchen, Bad Honnef 2006.
- mit Mahmoud Dabdoud / Heike Scholl: Die Leipziger Stadtbibliothek. Ein Rundgang durch das sanierte Haus. Lehmstedt, Leipzig 2012.